# Decantae

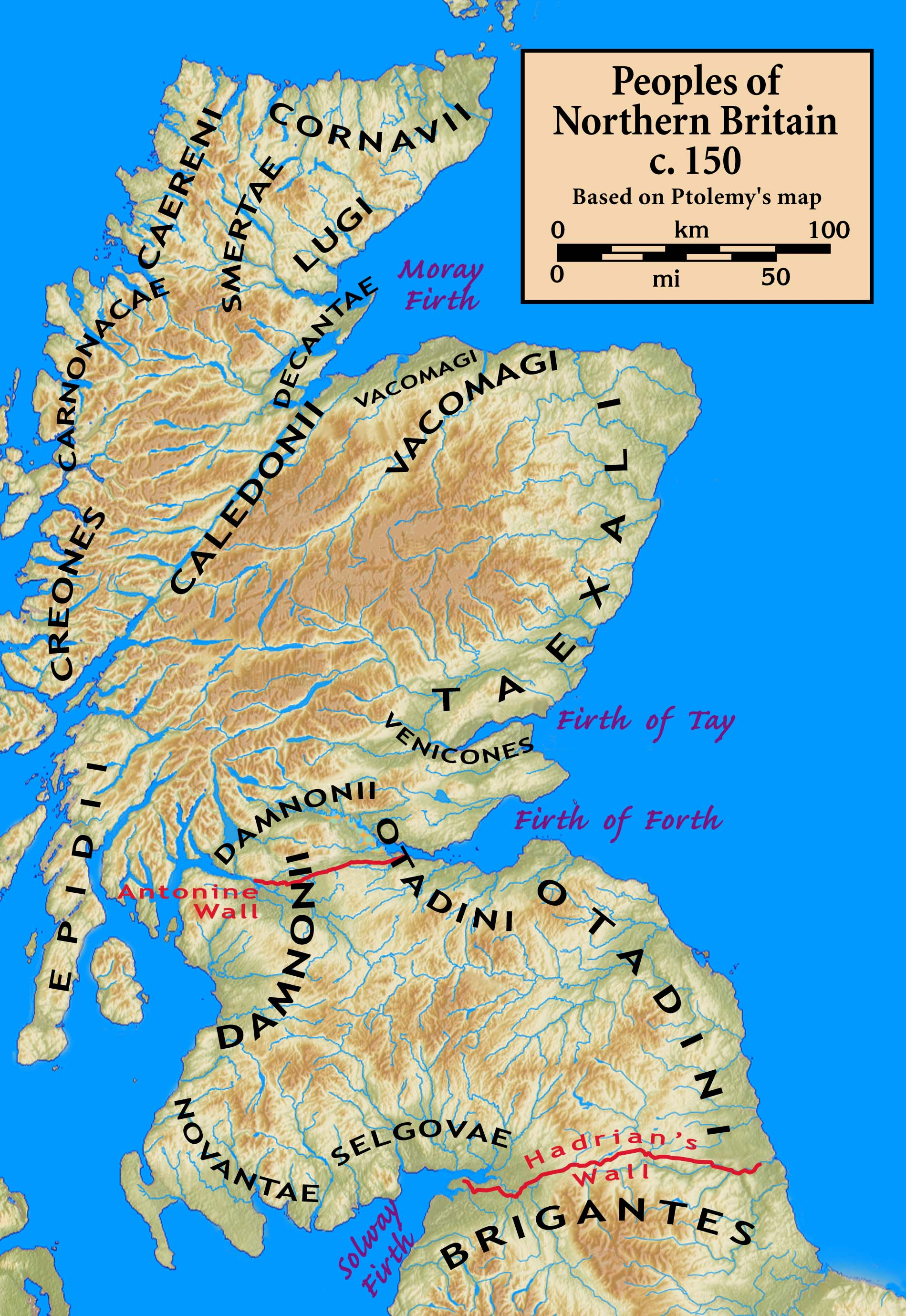
Keltische Stämme im Norden Schottlands

Die Decanter (altgriechisch Δεκάνται, lateinisch Decantae) waren ein keltischer Stamm in Schottland, der nur durch die Stelle 2, 38 in Ptolemäus’ Geographia überliefert ist. Aus der Beschreibung ihrer Nachbarstämme lässt sich schließen, dass sich ihr Territorium an der Westküste des Moray Firth befand, genauer Cromarty Firth. Ptolemäus nennt jedoch keine Hauptstadt oder Kerngebiet des Stammes. Laut Ptolemäus waren sie mit den Lugi, Smertae und Caledonii benachbart. 

## Quelle
- Claudius Ptolemäus, Geographia, 2. Buch, 2. Kapitel: Albion island of Britannia, LacusCurtius website der University of Chicago, 2008, abgerufen am 23. April 2010